# 1026
Năm 1026 là một năm trong lịch Julius.